# پارس (اسپانیا)
پارِس (اسپانیایی: Parres‎) دهستانی در استان آستوریاس اسپانیا است. در این دهستان ۵٬۵۹۱ نفر زندگی می‌کنند. مساحت این دهستان ۱۲۶٫۰۸ کیلومتر مربع است.